# Moritz Alphons Stübel
Moritz Alphons Stübel, född 26 juli 1835 i Leipzig, död 10 november 1904 i Dresden, var en tysk vulkanforskare.
Stübel utforskade systematiskt vulkanområdena i Colombia och Ecuador (1868-74) samt Bolivia och Peru (1874-77) och byggde upp omfattande samlingar på Grassi-museet i Leipzig. Han antog, att Jorden först erhöll en ursprunglig stelningsskorpa, som emellertid, så länge den ännu var tunn, genombröts och överlagrades av väldiga lavautströmningar och därigenom erhöll ett allt mäktigare pansartäcke. De i detta inneslutna lokala smältmassorna bildar periferiska magmahärdar, från vilka vulkanutbrott kan äga rum. För närvarande har således de vulkaniska krafterna sitt säte inte i Jordens inre, utan i periferiska härdar i själva jordskorpan, vilket han hävdade i arbetet Ein wort über den Sitz der vulkanischen Kräfte in der Gegenwart (1901).